# 2014년 세계 여자 아마추어 복싱 선수권 대회
제8회 세계 여자 아마추어 복싱 선수권 대회는 2014년 11월 13일부터 11월 25일까지 대한민국 제주시에서 개최되었다.